# Städelsches Kunstinstitut

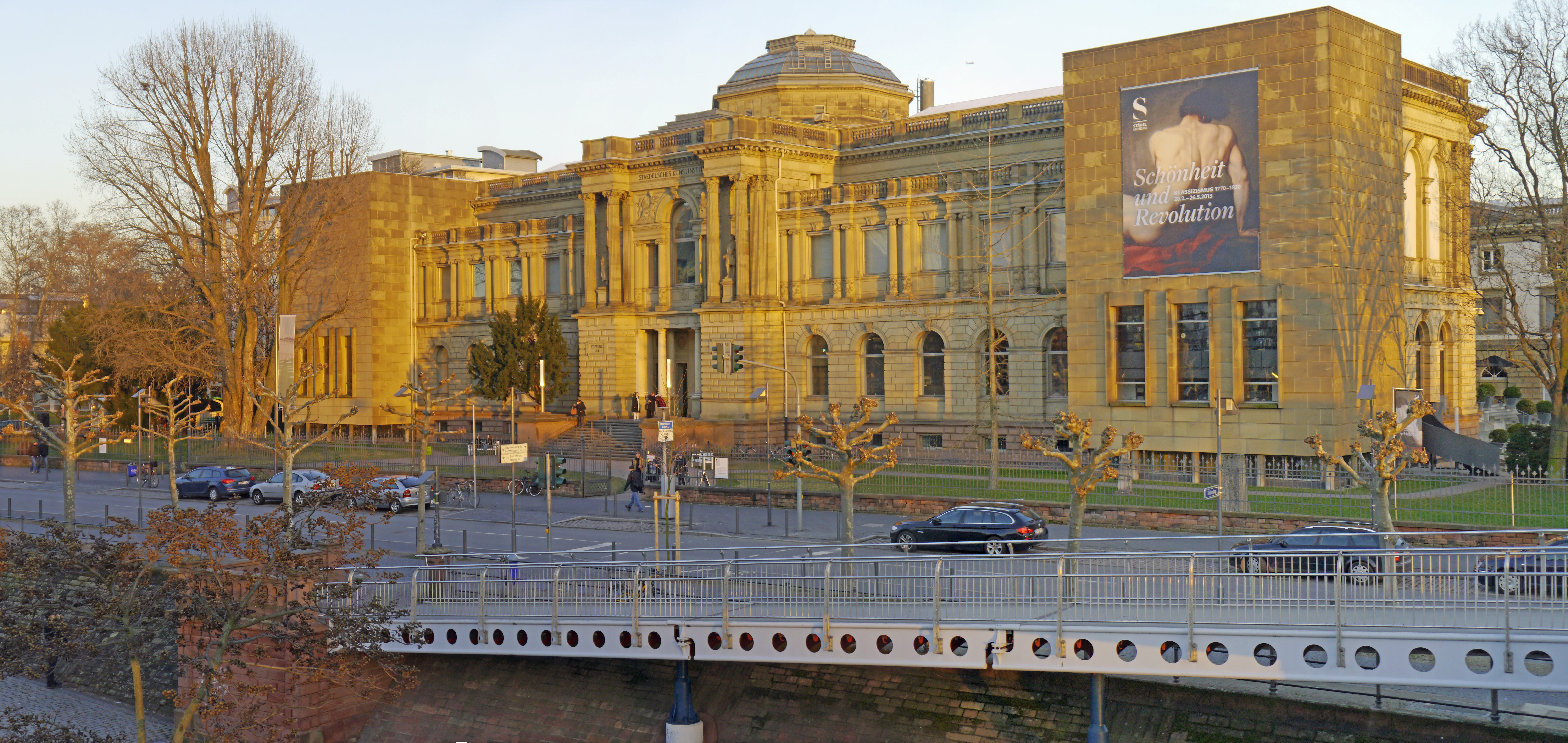
Städel

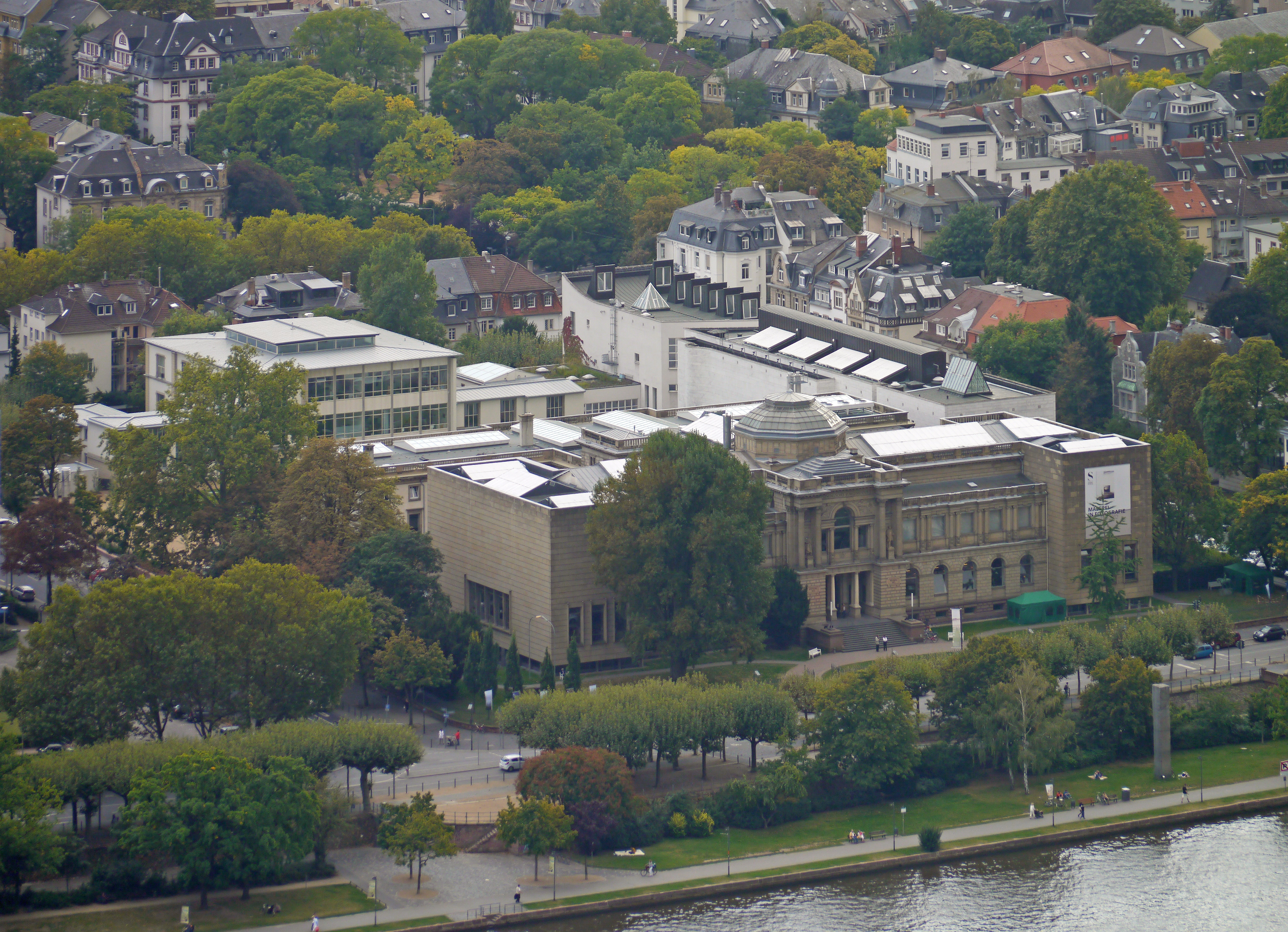
Städel

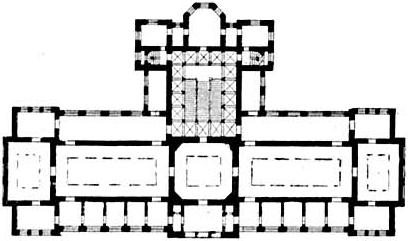
Plankarta från 1894

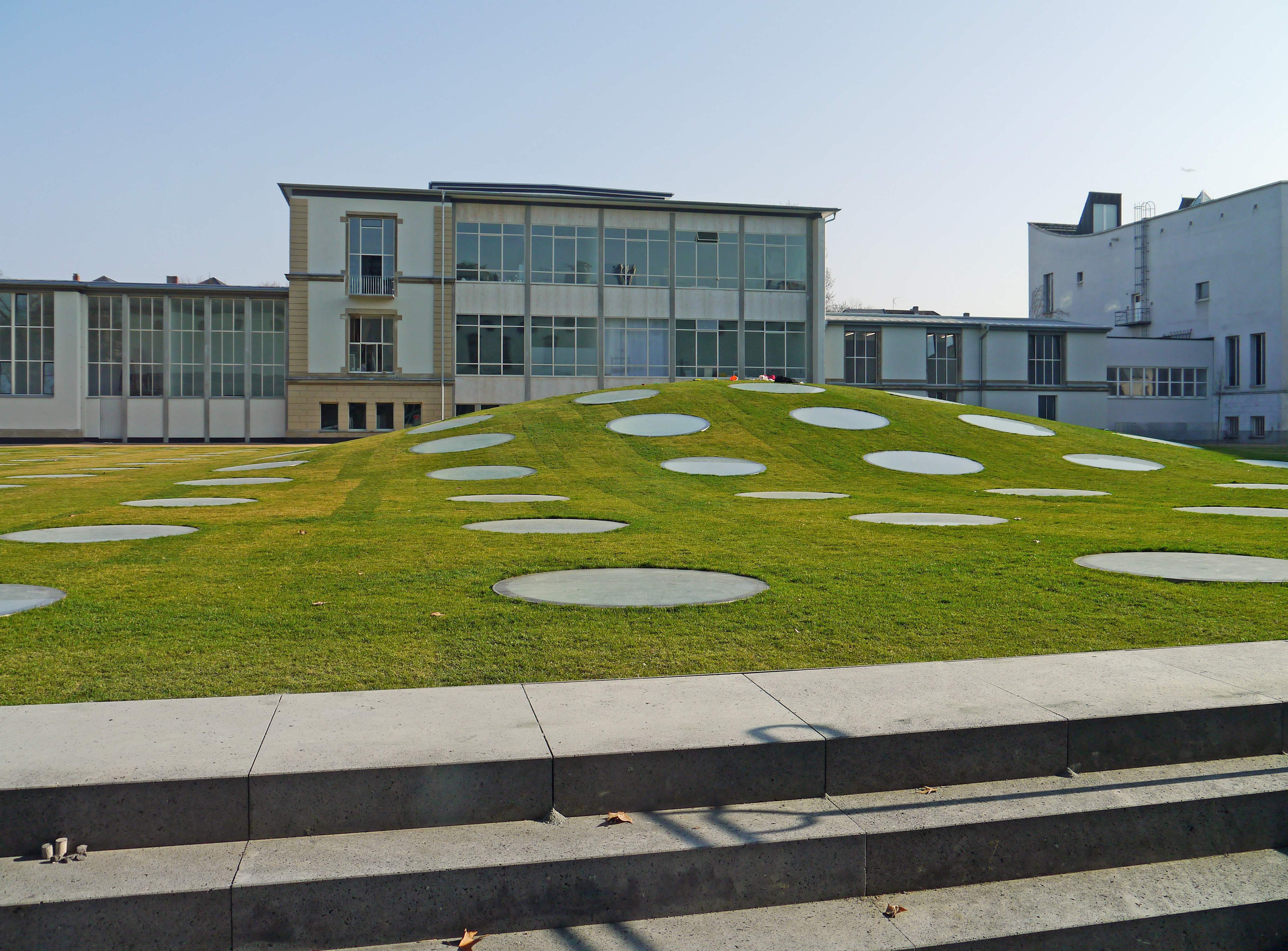
Taket till en 2012 invigd tillbyggnad

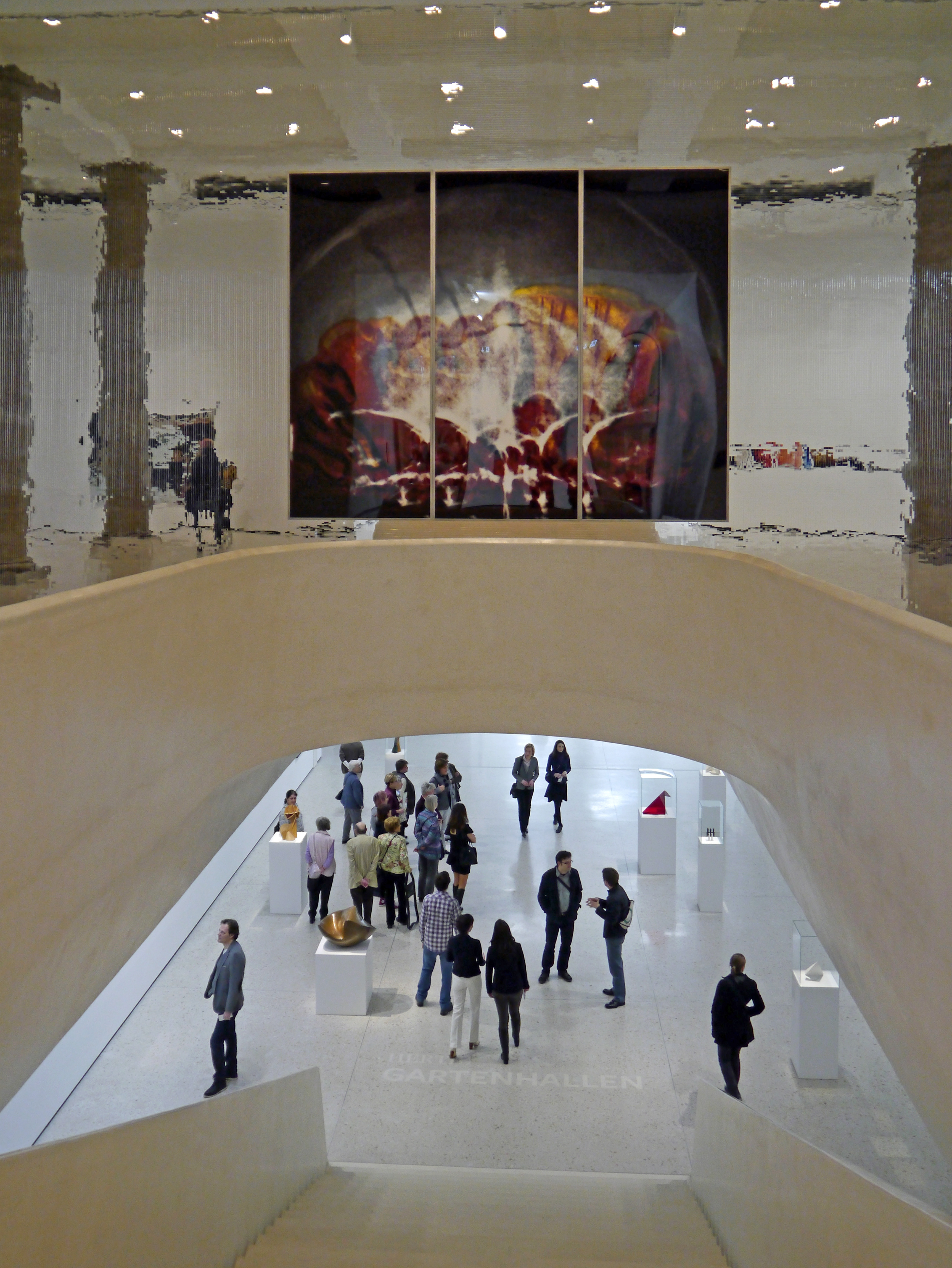
Trappa till 2012 års tillbyggnad

Städelsches Kunstinstitut und Städtische Galerie (informellt Städel) är ett konstmuseum i Frankfurt am Main i Tyskland.

## Historik
Städel grundades 1815 av bankmannen Johann Friedrich Städel. År 1878 invigdes en ny byggnad i Gründerzeitstil. Museet har från början av 1900-talet haft en av Tysklands mest framstående samlingar av klassisk europeisk konst vid sidan av Gemäldegalerie Alte Meister i Dresden, Alte Pinakothek i München och Altes Museum i Berlin. 
Byggnaden skadades vid bombräder under andra världskriget och återuppbyggdes 1966 efter ritningar av Johannes Krahn. År 1990 invigdes en tillbyggnad för 1900-talskonst och tillfälliga utställningar, ritad av  Gustav Peichl. 
I februari 2012 öppnades en tillbyggnad som ritats av Schneider + Schumacher.

## Samlingar
Städel har europeiska verk från tidigt 1300-tal och framåt.

### Verk i urval
- Jan van Eycks Luccamadonnan, 1390–1441
- Fra Angelicos Madonnan med barnet och tolv änglar, 1430–33
- Rogier van der Weydens Medicimadonnan, omkring1460–64
- Paradisträdgården, 1400-20
- Hieronymus Boschs Ecce Homo, omkring 1476
- Sandro Botticellis Idealporträtt av en kvinna, 1480–85
- Bartolomeo Venetos Porträtt av en ung kvinna, 1500–30
- Rembrandt van Rijns Simson bländas, 1636
- Johannes Vermeers Geografen, 1668–69
- Johann Heinrich Wilhelm Tischbeins Goethe i Roms Campagna, 1787
- Edgar Degas Orkesterns musiker, 1872
- Wilhelm Morgner Astrale Komposition VI, 1912

### Fotogalleri

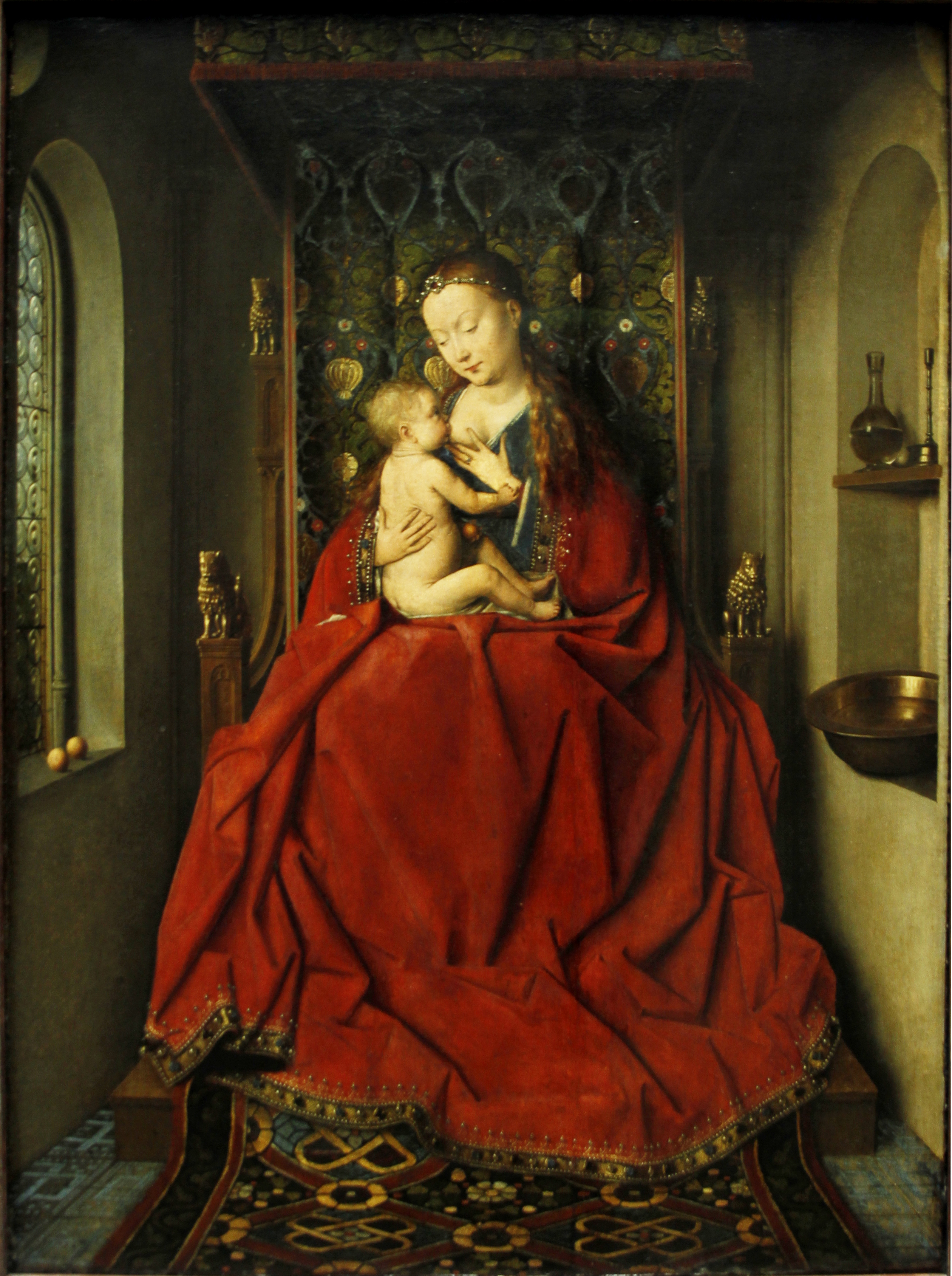
Jan van Eycks Luccamadonnan
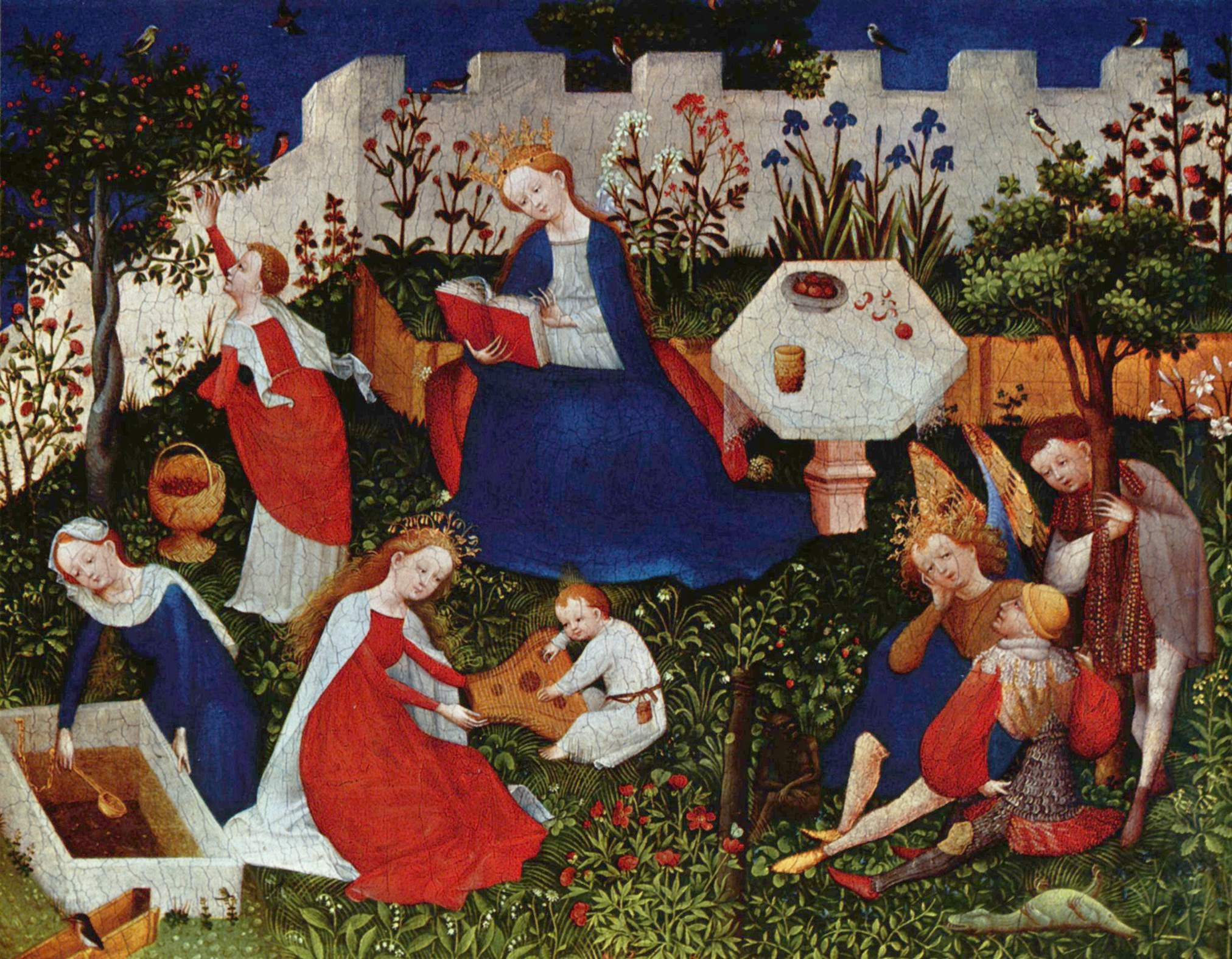
Paradisträdgården, 1400-20
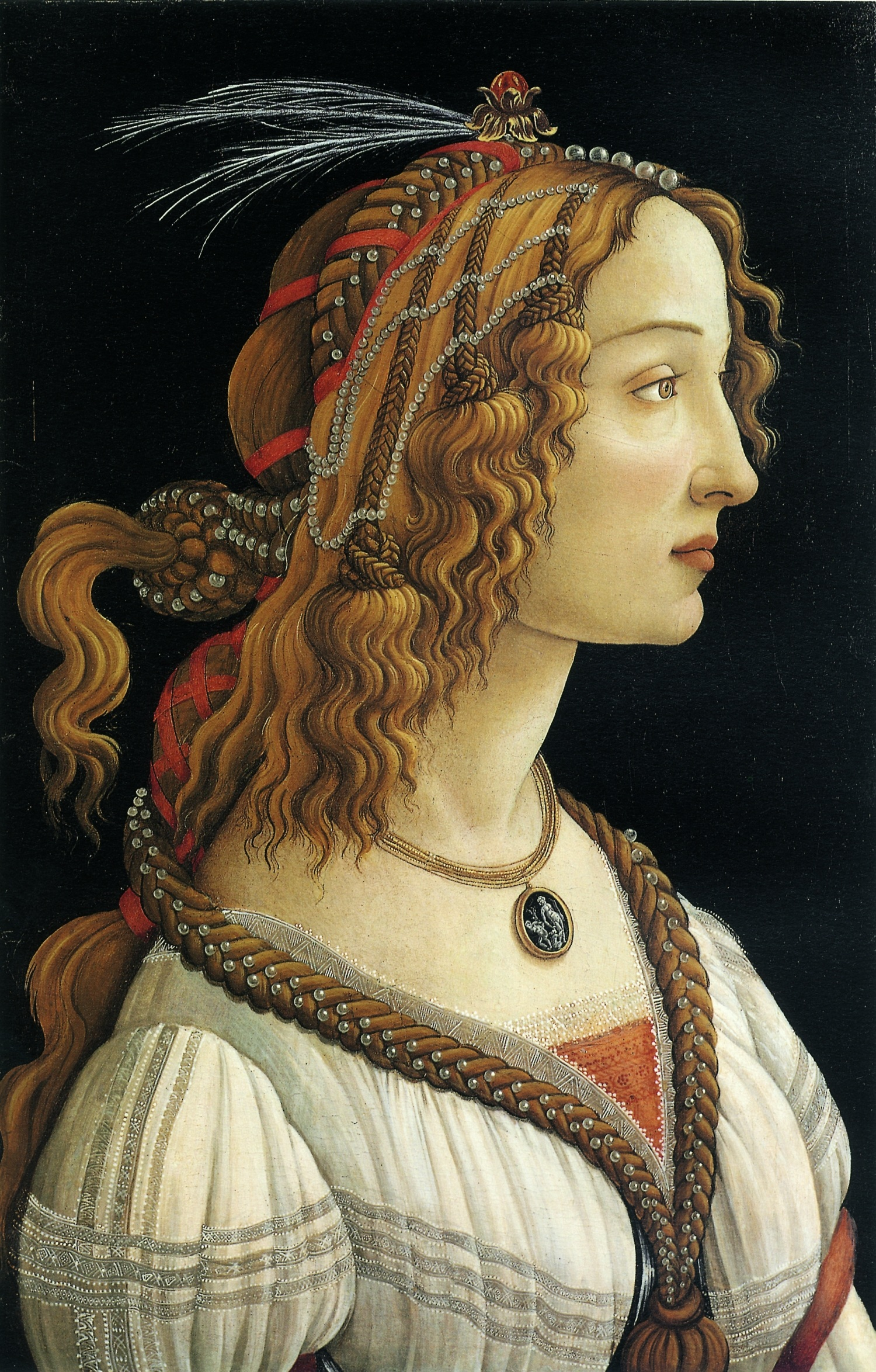
Sandro Botticellis Porträtt av en ung kvinna
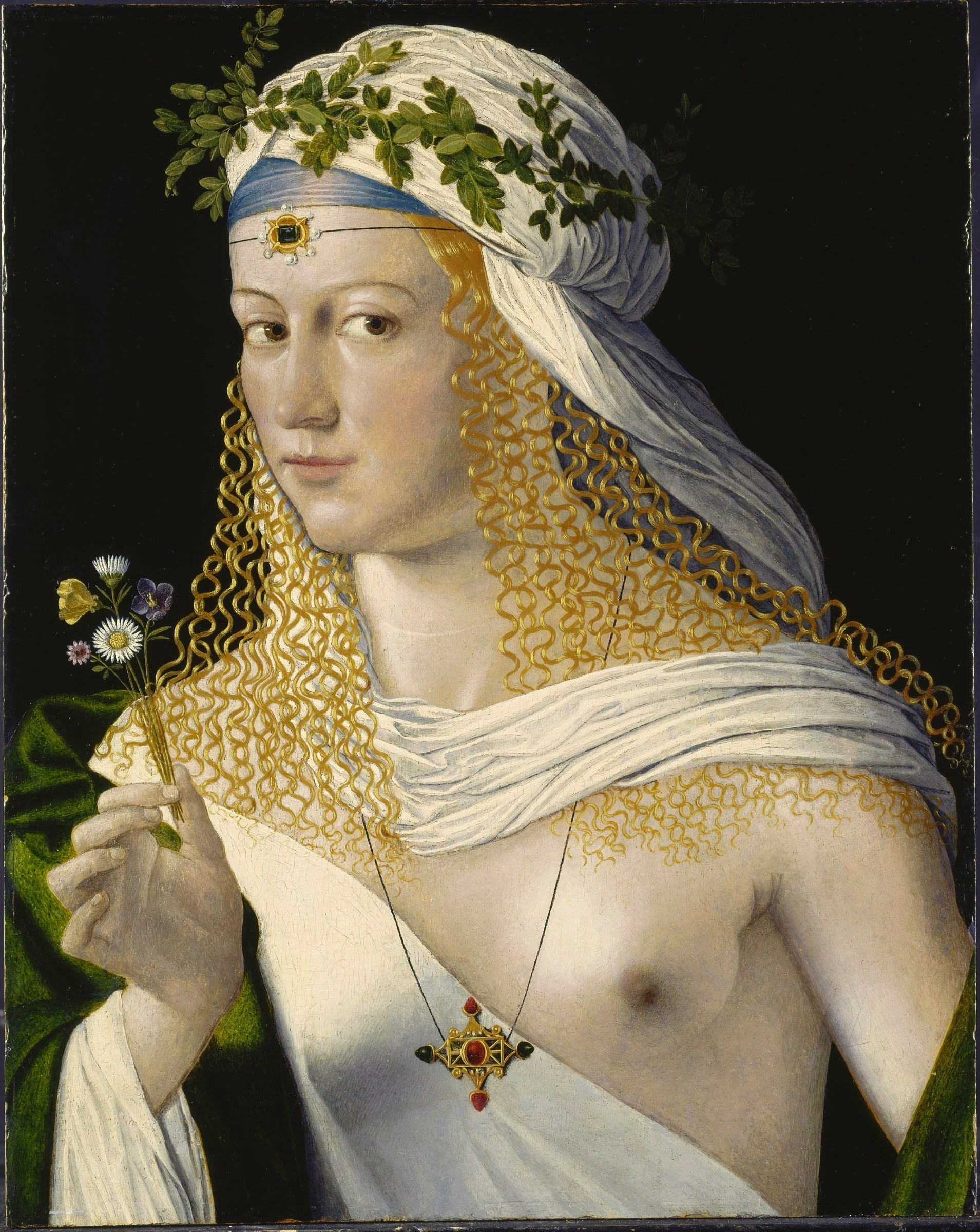
Bartolomeo Venetos Porträtt av en ung kvinna
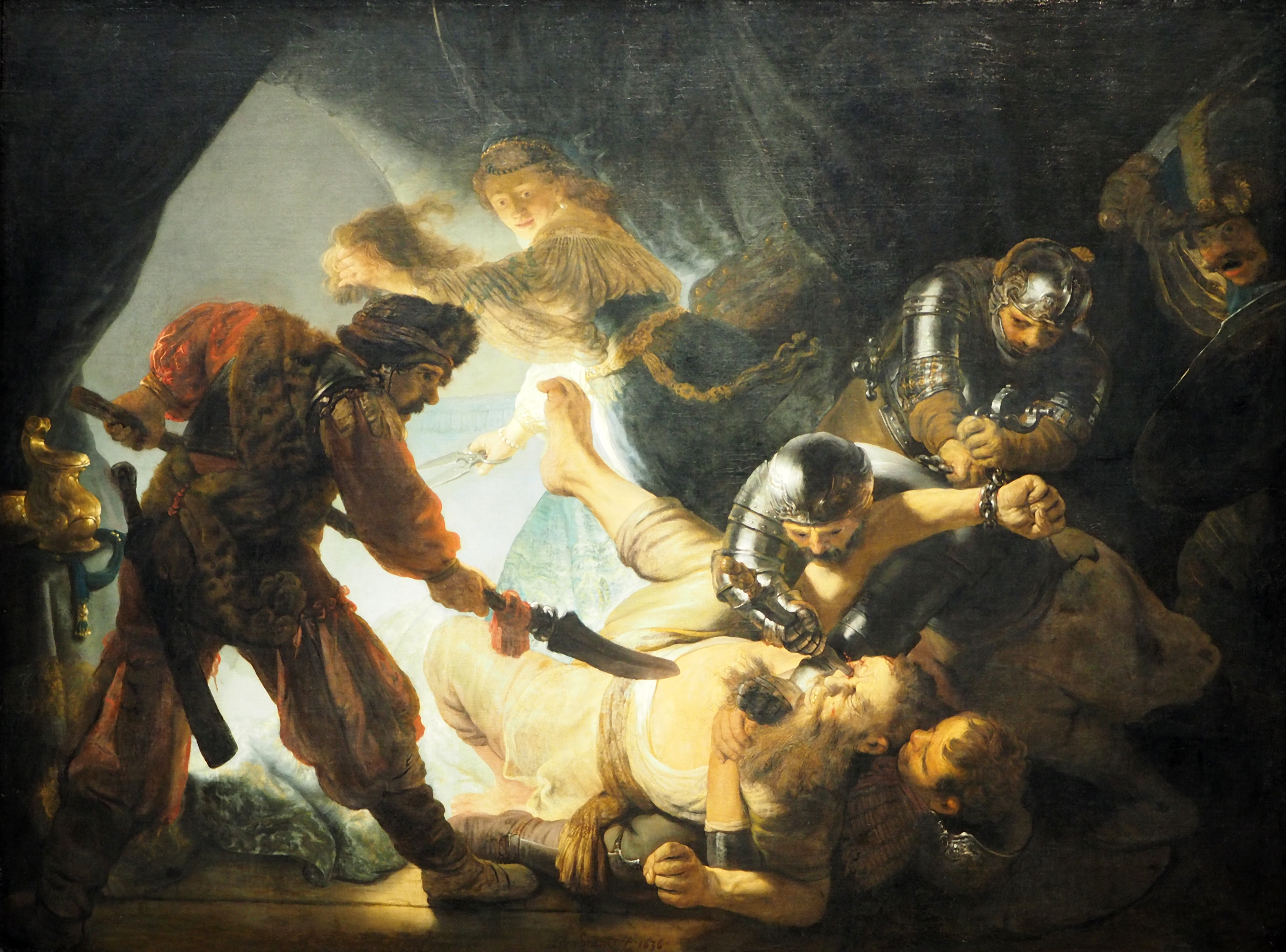
Rembrandt Harmensz van Rijns Simson bländas
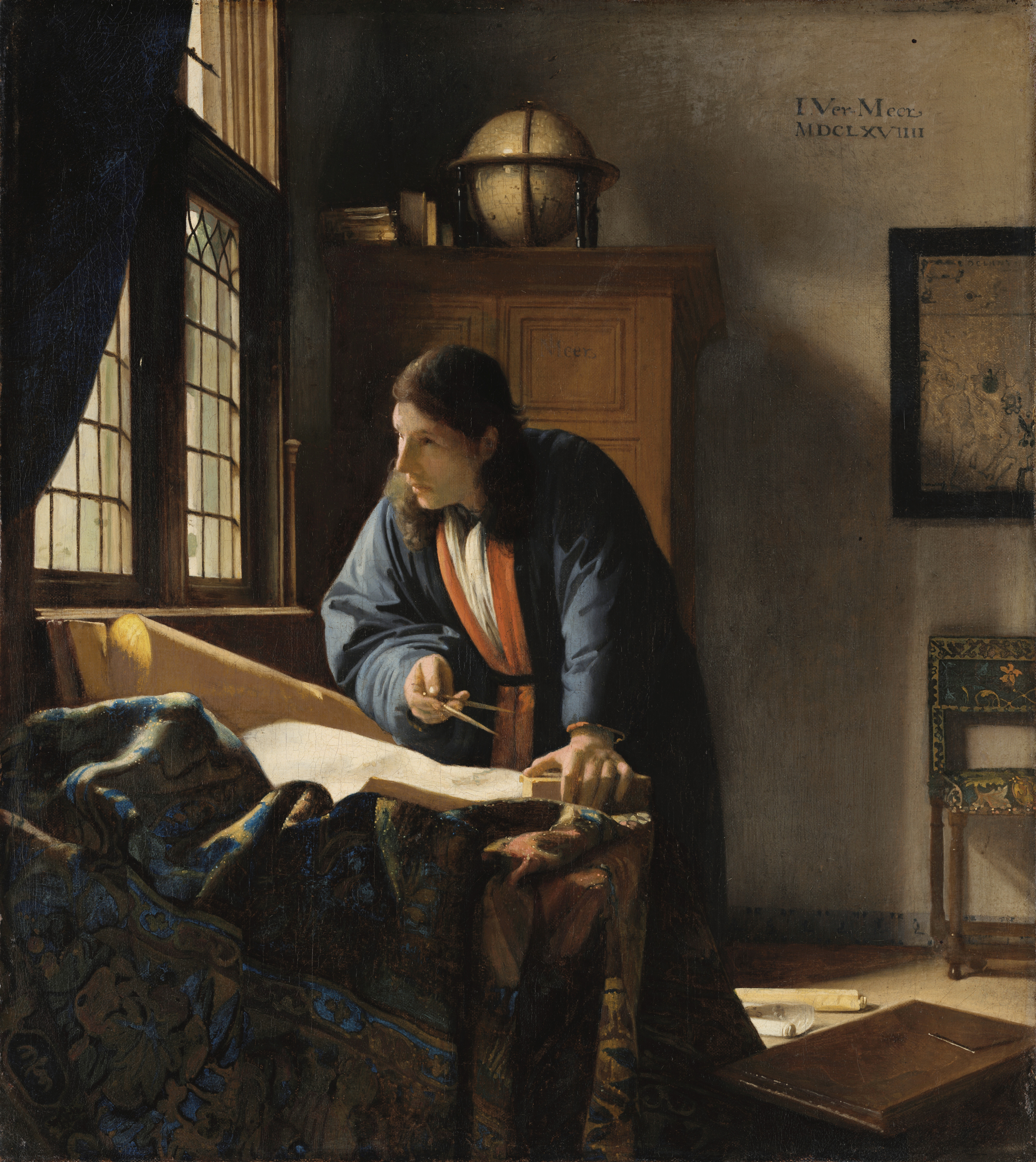
Johannes Vermeers Geografen
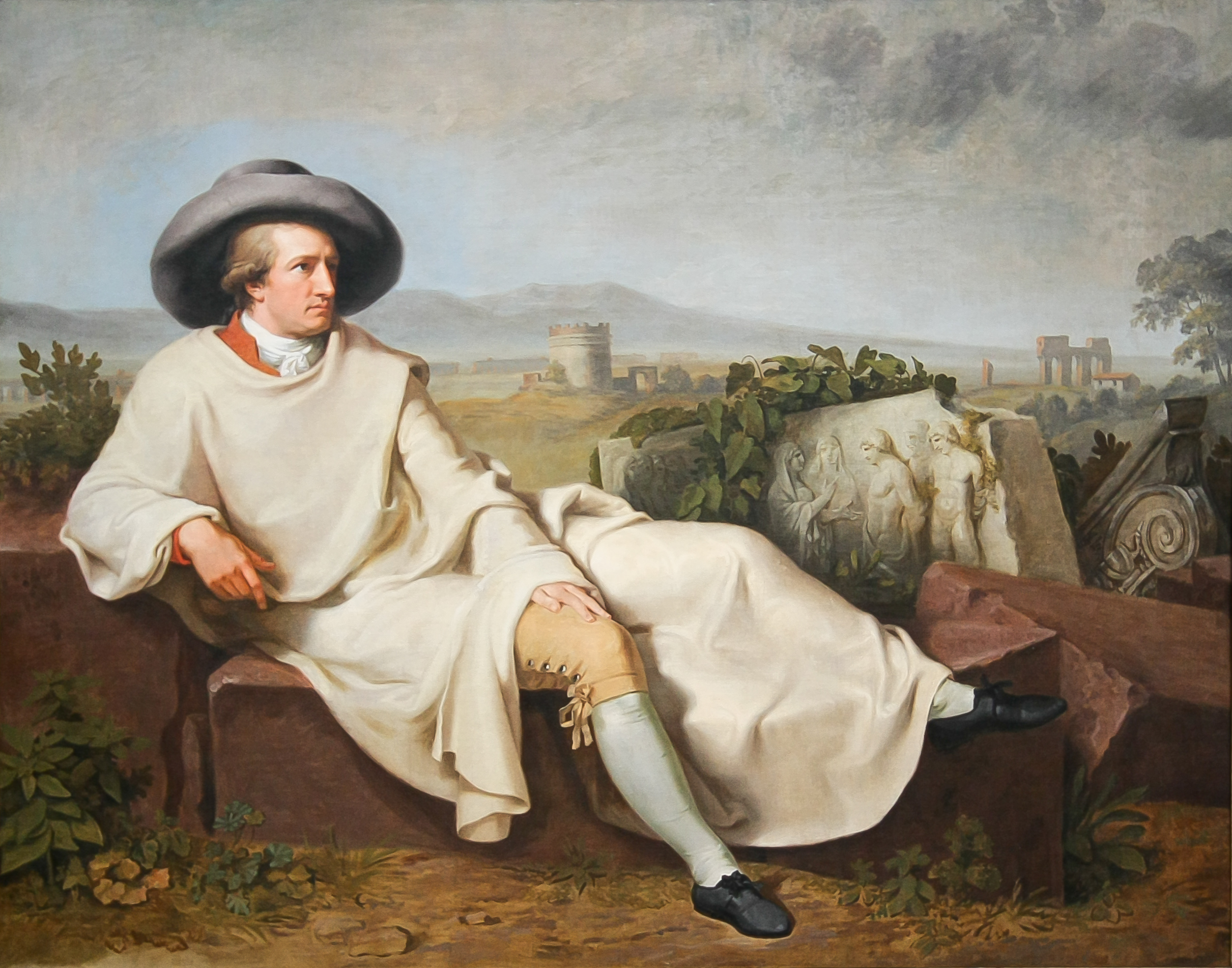
Johann Heinrich Wilhelm Tischbeins Goethe i Roms Campagna
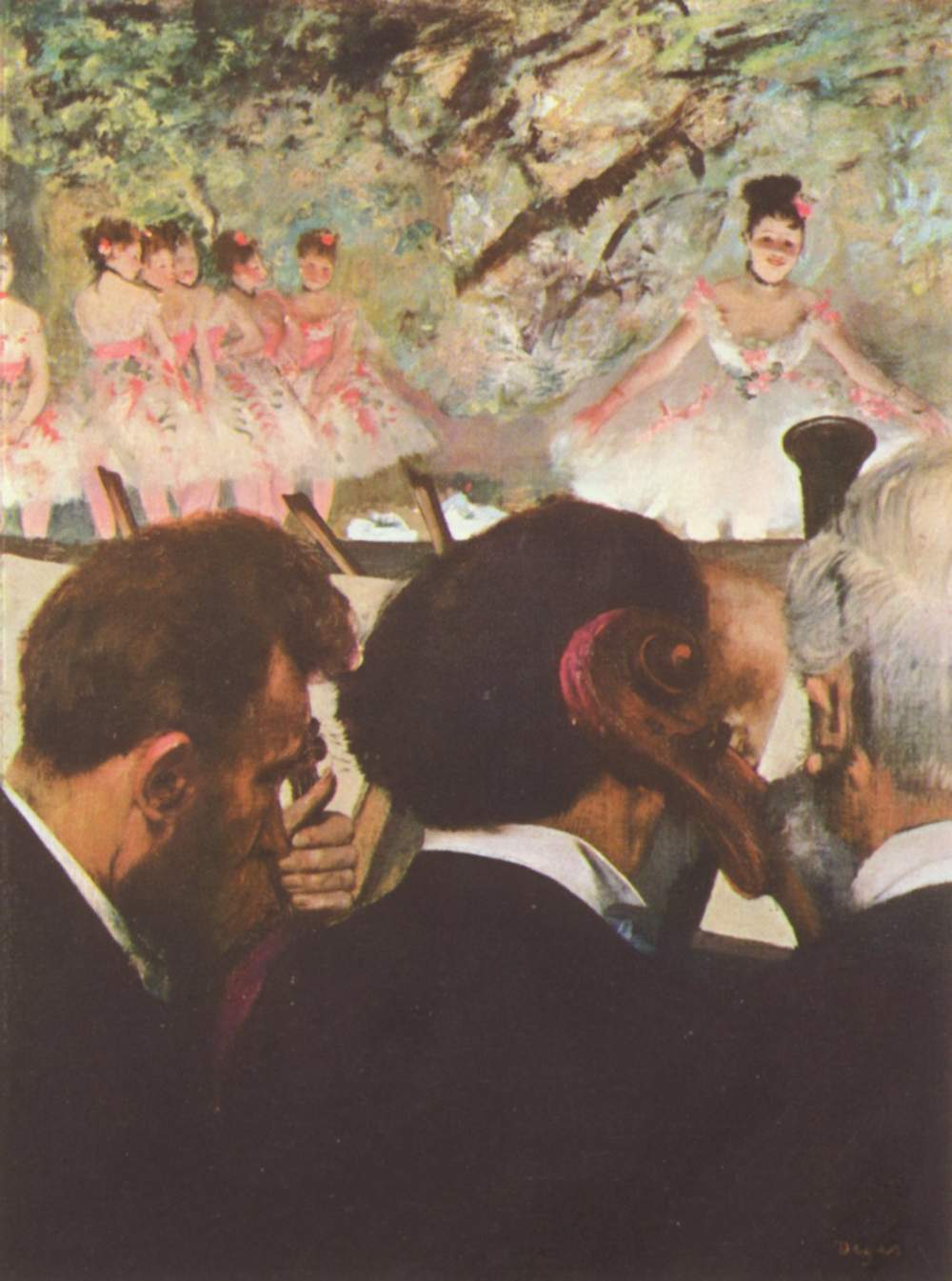
Edgar Degas Orkesterns musiker